# Cronografia (letteratura bizantina)
A differenza delle opere storiche, le cronache bizantine erano indirizzate al grande pubblico. Da ciò si comprende non solo la differenza nella loro origine, sviluppo e diffusione, ma anche nel loro carattere, nei modi di trattare il materiale a disposizione e nello stile della composizione.
Gli inizi della cronografia bizantina non sono stati ancora tracciati in modo definitivo. Sembra chiaro che la sua origine non sia molto antica, come dimostrerebbe la contemporanea apparizione di più cronache in un periodo relativamente tardo rispetto alla letteratura storica (VI secolo), e la grande distanza che rivelano dalla tradizione ellenistica e pagana. Tale distanza è anche geografica, dal momento che la prima cronaca fu redatta in Siria da un siriano e non nell'ambito della cultura greca. Inoltre, la Cronografia di Sesto Giulio Africano, che si può considerare il prototipo della cronografia bizantina, si basa su una fonte cristiana e orientale.
Il periodo di maggior sviluppo della produzione cronachistica risale all'XI secolo; successivamente ebbe un netto calo fino a che nel periodo dei Paleologi non si registra alcun cronografo degno di nota.
L'importanza dei cronografi bizantini non è legata al loro valore storico e letterario, ma al loro rapporto con la cultura. Essi, infatti, non sono soltanto un'importante fonte per la storia della cultura bizantina, ma essi stessi contribuiscono a diffondere tale cultura. Le cronache più importanti, attraverso numerose redazioni e traduzioni, passarono ai popoli slavi e orientali e in questo modo divennero una delle prime fonti di cultura. La loro influenza era dovuta principalmente al tono popolare che si riflette, ad esempio, nelle numerose descrizioni di eventi straordinari e terribili che facevano parte del sentire della gente e che venivano poi reinterpretati su una base cristiana.
Anche lo stile di composizione è popolare e semplice: normalmente le cronache assomigliano di più ad una raccolta acritica di episodi recuperati da fonti più antiche, piuttosto che ad una meditata e matura analisi dei fatti quali erano le opere degli storici. La lingua utilizzata, inoltre, corrisponde al basso livello di cultura sia dell'autore sia del lettore. Se però lo stile dei cronografi non è paragonabile a quello degli storici, è pur vero che proprio in ragione del suo carattere popolare ben si presta a studi linguistici comparativi ed è fonte interessante per lo studio dello sviluppo della lingua greca.
Cronache bizantine rappresentative, tipiche anche di diverse tappe nello sviluppo del genere, sono quelle di Giovanni Malalas, Teofane Confessore e Giovanni Zonara.
La prima è la più antica cronaca monastica bizantina e fu composta ad Antiochia da un teologo monofisita siriano. Originariamente nata come cronaca riferita alla sola città di Antiochia, si è sviluppata tanto da divenire una cronaca relativa al mondo intero. Si tratta di un'opera storica popolare, piena di gravi errori storici e cronologici. Fu la fonte di numerose cronache successive, ma anche di alcuni storici ecclesiastici. Fu anche la prima cronaca ad essere tradotta in antico bulgaro, verso la fine del IX o l'inizio del X secolo.
Superiore in forma e sostanza, e più propriamente storica, è la cronaca di Teofane, monaco dell'Asia Minore, che fu scritta nel IX secolo e rappresentò il modello delle cronache successive. Contiene molte valide informazioni tratte da fonti perdute e la sua importanza per il mondo occidentale è dovuta al fatto che alla fine del IX secolo fu tradotta in latino.
Una terza tappa importante nella storia della cronografia bizantina è rappresentata dalla Cronaca universale di Zonara. Vi è in essa già qualche cosa della rinascenza avvenuta sotto i Comneni: non soltanto è più narrativa di quella di Teofane, ma ingloba in essa molti passaggi di scrittori antichi classici. Non stupisce che questa cronaca fu tradotta non soltanto in slavo e latino, ma anche in italiano e francese.